# Cyréna Samba-Mayela
Cyréna Samba-Mayela, född  31 oktober 2000, är en fransk friidrottare som tävlar i häcklöpning.

## Karriär
Vid inomhusvärldsmästerskapen i friidrott 2022 tog Samba-Mayela guld på 60 meter häck. Vid inomhusvärldsmästerskapen i friidrott 2024 tog hon silver i samma gren. Vid OS 2024 tog hon silver på 100 meter häck.